# Liste der Monuments historiques in Séchault
Die Liste der Monuments historiques in Séchault führt die Monuments historiques in der französischen Gemeinde Séchault auf.

## Liste der Immobilien
| Bezeichnung         | Beschreibung | Standort                  | Kennzeichnung | Schutzstatus   | Datum | Bild           |
| ------------------- | --- | ------------------------- | ------------- | -------------- | ----- | -------------- |
| Château des Rosiers | ehemaliges Zisterzienserkloster, 1240 gegründet, nach der Französischen Revolution aufgelöst und als Nationalgut versteigert, anschließend das Kirchenschiff zum Schloss umgebaut; mit Wirtschaftshof und Parkanlage | nördlich des Ortes (Lage) | PA00078515    | Classé Inscrit | 1956  |                |
| Kirche St-Remi      | aus dem 15. Jahrhundert | Rue de l’Église (Lage)    | PA00078516    | Inscrit        | 1926  | weitere Bilder |

## Liste der Objekte
| Bezeichnung                        | Beschreibung           | Standort                      | Kennzeichnung | Schutzstatus | Datum | Bild |
| ---------------------------------- | ---------------------- | ----------------------------- | ------------- | ------------ | ----- | ---- |
| Grabstein für Baudoin d’Autry      | Stein, bezeichnet 1246 | im Château des Rosiers (Lage) | PM08000507    | Classé       | 1955  |      |
| Grabstein für Nicolas des Armoises | Stein, bezeichnet 1303 | im Château des Rosiers (Lage) | PM08000508    | Classé       | 1955  |      |